# David Laflèche

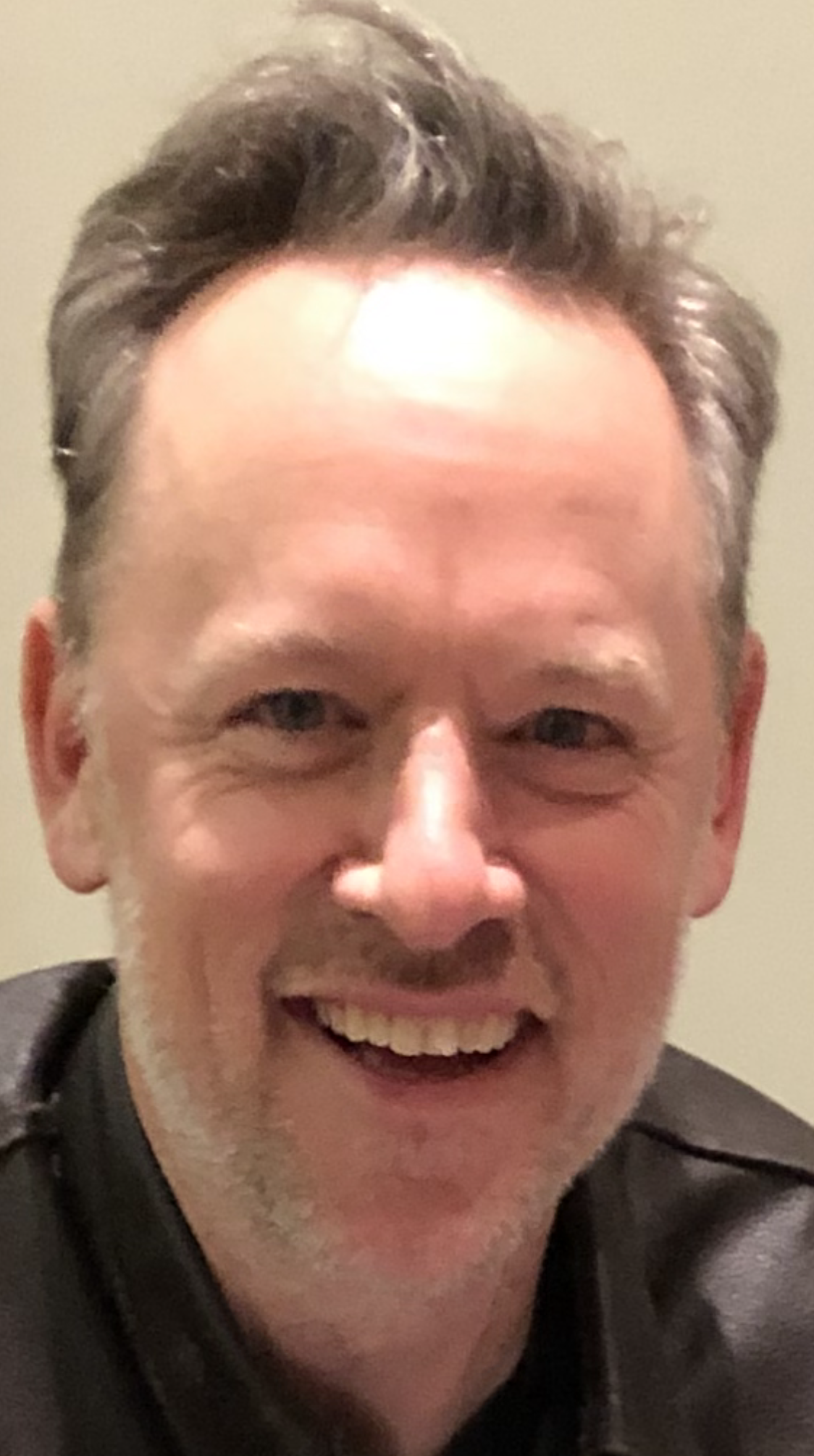
David Laflèche (2023)

David Laflèche (* 27. Januar 1972 in Quebec) ist ein kanadischer Gitarrist, Singer-Songwriter, musikalischer Leiter und Musikproduzent.

## Biografie
David Laflèche ist der Sohn des Dirigenten und Bandleaders Jacques Laflèche und Hélène Levasseur, Sängerin der Milady's und Neffe der kanadischen Sängerin Gisele Mackenzie Laflèche. Er begann zunächst ein Wirtschaftsstudium. Als er 18 Jahre alt war, starb sein Vater und er studierte Gitarre am Berklee College of Music.
Sein Stil ist an Country-Musik angelehnt. Er spielte zunächst in Bars, bis er 1997 in der musikalischen Fernsehshow Fa Si La Chanter mitwirkte. Er wurde musikalischer Leiter mehrerer Shows, wie Ce soir, on joue, Palmarès, Pénélope Mcquade, Bons baisers de France, On connait la chanson, und mehrerer Galas, wie die ADISQ Gala, und mehrerer Festivals.
Er richtete ein eigenes Studio ein, das Tree House Music Collective, wo er Alben von Julie Bélanger, Andy Bast, Céleste Lévis und die Musik für den Film Starbuck produzierte.

## Diskografie
- 2021: Everyday Son